# ゲロア・バイ
ゲロア・バイ（バスク語: Geroa Bai）は、2011年スペイン議会総選挙を目的として2011年9月29日に結成されたスペイン・ナバーラ州の選挙連合。ウシュエ・バルコスが代表を務めている。
政党名はバスク語であり、英語では「Yes to the future」の意味。2003年に結成された前身のナファロア・バイを引き継ぎ、バスク民族主義党(PNV-EAJ)ナバーラ州支部、アタラビア・タルデア、サバルツェンで構成されるが、ナファロア・バイに参加していたバスク連帯(EA)、バツァレ、アララルは参加していない。

## 歴史

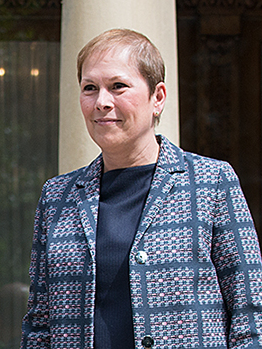
ゲロア・バイの代表を務めるバルコス

### ナファロア・バイ
2003年には2004年スペイン議会総選挙に向けて、アララル、バスク民族主義党(PNV-EAJ)ナバーラ州支部、バスク連帯(EA)、バツァレによって選挙連合ナファロア・バイ (NaBai)が結成された。憲法裁判所によって非合法とされたバタスナやバスク民族主義行動(EAE-ANV)は参加していない。隣接するバスク州ではそれぞれが独立して候補者を擁立したが、ナバーラ州ではナファロア・バイとして協同した。ナファロア・バイは総選挙でナバーラ州の18.4%、計61,045票を獲得し、スペイン国会下院に1議席を獲得した。首相指名選挙ではスペイン社会労働党(PSOE)のホセ・ルイス・ロドリゲス・サパテロが指名されたが、ナファロア・バイから選出されたウシュエ・バルコスは首相指名選挙を棄権している。
2007年のナバーラ州議会選挙では23.7%の得票を集め、ナバーラ住民連合(UPN)に次ぐ2位タイの12議席を獲得し、前回選挙から4議席上積みした。5議席はアララルに、4議席はバスク連帯に、残りの3議席はバスク民族主義党、バツァレ、無所属の候補に振り分けられた。2008年スペイン議会総選挙でもこれらの政党はナファロア・バイとして協同した。ナファロア・バイはナバーラ州で18.5%の得票を集め、再びスペイン国会下院に1議席を確保した。首相指名選挙ではやはり棄権している。

### ナファロア・バイの解体
2011年5月のナバーラ州議会選挙における候補者名簿を作成するために、ナファロア・バイを構成する政党は選挙連合の再結成を試みた。2010年4月末にはアララルとバスク連帯が両党の候補者数で最初に合意に達し、9月にはアララルとバスク民族主義党が選挙連合締結で合意に達したが、バツァレはこれらの政党の合意内容を批判し、バルコスが率いる無所属者グループは自らが交渉過程の「主流から外された」と感じているとした。結局バツァレはナファロア・バイの選挙連合を離脱し、選挙連合イスキエルダ＝エスケラの形成をもくろむナバーラ統一左翼の申し出を受け入れた。
交渉を進めていたバスク連帯に参加を断られると、アララルとバスク民族主義党らは新ナファロア・バイとしてナバーラ州選挙に臨む新たな協定を締結し。2月13日にはナバーラ州議会とパンプローナ市議会における選挙名簿を提出した。最終的にバスク連帯は、アルテルナティバ、エスケル・バトゥア＝ベルデアク、ソルトゥ、イスキエルダ・アベルツァレとともに、選挙連合ビルドゥとして選挙連合を組んでいる。新ナファロア・バイは2011年のナバーラ州選挙で8議席を獲得して第3党となった。

### ゲロア・バイの結成
2011年9月19日、新ナファロア・バイに参加していたサバルツェンやバスク民族主義党ナバーラ州支部、バスク連帯から離脱したアタラビア・タルデアによって、選挙連合ゲロア・バイ(GBai)が結成された。11月20日の総選挙で、ゲロア・バイはナバーラ州で12.84%にあたる42,415票を得た。下院に1議席を得て、選挙名簿筆頭のバルコスが下院議員に選出された。一方、この選挙でバスク連帯やアララルなどはアマユールという選挙連合を組んでいる。
2012年6月にはゲロア・バイが組織の骨格を提示し、自身を「民族主義者、バスキスタ、進歩主義者」と定義、決定権はサバルツェンとバスク民族主義党が50%ずつとした。
2015年のナバーラ州議会選挙でゲロア・バイは9議席を獲得し、議席数を大きく減らしたナバーラ住民連合に次ぐ第2党となった。首相指名選挙でゲロア・バイはエウスカル・エリア・ビルドゥ、ポデーモス、イスキエルダ・エスケラと協力して過半数の議席を集め、ゲロア・バイのウシュエ・バルコスがナバーラ州首相に選出された。バルコスはバスク民族主義勢力からナバーラ州首相に就任した初の人物である。